# 1989

## Події
- 20 січня — завершення президентства в США Рональда Рейгана.
- 15 лютого — з Афганістану виведено радянські війська.
- 26 березня — У Радянському Союзі відбулися перші вільні вибори народних депутатів СРСР, які стали початком реальних змін в політичній системі країни
- 10 квітня — У Тбілісі радянські війська застосували силу проти мирних демонстрантів, які вимагали незалежності Грузії. Загинуло 20 чоловік.
- 15 квітня-4 червня —події на площі Тяньаньмень
- липень — початок масових шахтарських страйків в СРСР, які охопили Донбас, Кузбас, Карагандинський басейн та ін.
- 9 вересня — засновано Народний Рух України.
- 28 жовтня — Прийнято Закон «Про мову в Українській РСР».
- 9 листопада — почався демонтаж Берлінської стіни
- 17 листопада — початок студентських демонстрацій і власне Оксамитової революції у Чехословаччині.
- виникнення поняття аутсорсинг, коли компанія «Eastman Kodak» найняла сторонні організації для придбання, запуску та супроводу своїх систем обробки інформації.

### Катастрофи
- 4 червня — сталася залізнична катастрофа біля Уфи — найбільша в СРСР. Під час проходження двох пасажирських поїздів відбувся вибух паливно-повітряної суміші, яка утворилася в результаті аварії на трубопроводі, що проходив за 900 метрів. Загинуло 575 чоловік (за іншими даними — 645), поранено понад 600[1].

## Народились
Дивись також: Категорія:Народились 1989
- 17 лютого — Аркадій Войтюк, український співак. Учасник команди «VIP-Тернопіль».
- 18 лютого — ROZHDEN, український співак та саунд-продюсер.
- 1 березня — Станіслав Горуна, український каратист, бронзовий призер Олімпійських ігор 2020 року.
- 10 березня — Вікторія Мотричко, українська шашкістка, чемпіонка світу.
- 27 березня — Олександр Лещенко, український хореограф-постановник і танцівник, художній керівник балету «Форсайт».
- 2 квітня — LAYAH, українська співачка, колишня солістка гурту «ВІА Гра».
- 10 квітня — Гейлі Джоел Осмент, американський актор.
- 13 квітня — MamaRika, українська співачка.
- 24 квітня — Гео Лерос, український режисер, арткуратор, народний депутат 9-го скликання.
- 27 квітня — Максим Білий, український футболіст, півзахисник (пом. в 2013).
- 5 травня — Алла Черкасова, українська борчиня вільного стилю, бронзова призерка Олімпійських ігор 2020 року.
- 19 травня 
  - Позитив, український музикант, вокаліст та автор музики гуртів «Время и Стекло» та «Mozgi».
  - Катерина Захарченко, українська модель і акторка. Міс Україна 2010.
- 3 червня — Артем Кравець, український футболіст, екс-нападник збірної України
- 5 червня — Вікторія Маремуха, українська модель, акторка та телеведуча.
- 18 червня — Ксенія Мішина, українська акторка театру і кіно.
- 27 червня — Метью Льюїс, англійський актор.
- 28 червня — Маркіплаєр, американський геймер та відеоблогер.
- 21 липня — Рорі Калкін, американський актор.
- 23 липня — Даніель Редкліфф, британський актор театру та кіно.
- 8 серпня — Тарас Степаненко, український футболіст, півзахисник  донецького «Шахтаря»  та збірної України
- 15 серпня - Джо Джонас, американський співак, музикант, актор і танцюрист.
- 27 серпня — Роман Грищук, народний депутат 9-го скликання, керівник студії «Мамахохотала».
- 30 серпня — Богдан Бондаренко, український легкоатлет, бронзовий призер Олімпійських ігор 2016 року, чемпіон світу.
- 2 вересня — Ольга Мартиновська, українська  шеф-кухарка, переможниця і суддя проєкту «МастерШеф».
- 6 вересня — Валентин Міхієнко, український гуморист, актор.
- 29 вересня — Євген Коноплянка, український футболіст, лівий півзахисник, екс-гравець національної збірної України.
- 1 жовтня — Брі Ларсон, американська акторка та співачка, володарка премії Оскар (2016) як найкраща акторка.
- 4 жовтня — Дакота Джонсон, американська акторка, модель, продюсерка та активістка.
- 15 жовтня - Ентоні Джошуа, британський боксер-професіонал.
- 17 жовтня — Артем Лоїк, український реп-виконавець.
- 23 жовтня — Андрій Ярмоленко, український футболіст, атакувальний півзахисник збірної України
- 24 жовтня — PewDiePie, шведський геймер, відеоблогер та мультимільйонер
- 28 жовтня — Роза Аль-Намрі, українська журналістка, телеведуча.
- 10 листопада - Тарон Еджертон, валлійський актор англійського походження.
- 17 листопада — Роман Зозуля, український футболіст, нападник
- 7 грудня — Ніколас Голт, британський актор.
- 13 грудня:
  - Кетрін Шварценеггер, американська письменниця, старша донька актора Арнольда Шварценеггера та журналістки Марії Шрайвер.
  - Тейлор Свіфт, американська авторка-виконавиця, композиторка, продюсерка, кліпмейкерка та філантропка.
- 16 грудня — Тарас Цимбалюк, український актор театру, кіно та телебачення.
- 17 грудня — Наталка Денисенко, українська акторка театру, кіно та дубляжу.
- 28 грудня - Салвадор Собрал, португальський співак, переможець 62-го пісенного конкурсу «Євробачення».

## Померли
Дивись також: Категорія:Померли 1989, Список померлих 1989 року
- 6 лютого — Барбара Такман, американська історикиня, письменниця, журналістка, найбільше відома за книгою «Серпневі гармати».
- 18 березня — Сер Гарольд Джеффріс, англійський геофізик, метеоролог, астроном, математик і статистик.
- 30 червня — Ростислав Плятт, радянський актор театру і кіно, Народний артист СРСР.
- 12 вересня — Скулме Валентин, латвійський актор.
- 6 жовтня — Корчак Яромір, чеський географ, демограф і статистик (*1895).
- 7 грудня — Вадим Спиридонов, радянський актор кіно, режисер, Заслужений артист РРФСР.

## Нобелівська премія
- з фізики: Норман Рамзей — «За винахід методу роздільних коливальних полів і його використання у водневому мазері й інших атомних годинниках»; Ганс Георг Демельт та Вольфганг Пауль — «За розробку методу втримання одиночних іонів»
- з хімії: Сідней Олтмен та Томас Роберт Чек — «За відкриття каталітичних властивостей рибонуклнеїнових кислот»
- з медицини та фізіології: Джон Майкл Бішоп та Гаролд Вармус — «За відкриття клітинного походження ретровірусних онкогенів»
- з економіки: Трюґве Маґнус Гаавельмо — «За роз'яснення теорії ймовірностей, що заклала основи економетрики, та дослідження одночасних економічних структур»
- з літератури: Каміло Хосе Села
- Нобелівська премія миру: Далай-лама XIV

## Державна премія УРСР в галузі науки й техніки
- Брицин Віктор Михайлович